# Силикон
Силикон (на английски: silicone) е наименованието на клас полимерни материали с химична формула [R2SiO]n, където R е органична група, като метил, етил или фенил. Силиконите могат да имат течна, желеобразна, каучукоподобна или твърда консистенция, с разнообразни приложения, най-популярни като медицински или естетически имплант в козметичната хирургия, като лепила, смазочни, електроизолационни и хидроизолационни материали  в строителството и машиностроенето.
Поради подобно звучащата на английски дума за силиций (silicon) често срещана грешка е силиций да се превежда като „силикон“, например неправилно: „Силиконовата долина“ (вместо „Силициевата долина“).
Първият масово произвеждан силикон е бутадиеновият. За подобряване свойствата на каучука, освен вулканизатор (сяра), към него при производството му се добавят и други съставки, като ускорители и активатори на вулканизацията, забавители, омекотители, противостарители, пълнители и оцветители.

## Свойства
- Силикон или така нареченият силиконов каучук бива естествен или синтетичен
- Температурна устойчивост
- Водонепромокаемост (хидрофобия)
- Издръжливост от въздействието на кислорода, озона и ултравиолетовата светлина
- Твърдост
- Добра електроизолация
- Ниска химическа реактивност (не взаимодейства лесно с други химически елементи и съединения)
- Добра изолационност